# Jamesonia novogranatensis
Jamesonia novogranatensis là một loài dương xỉ trong họ Pteridaceae. Loài này được A.F. Tryon Christenh. mô tả khoa học đầu tiên năm 2011.